# Île-d'Houat
Île-d'Houat es una comuna francesa situada en el departamento de Morbihan, en la región de Bretaña.
El territorio comunal se compone esencialmente de la isla homónima, una meseta de 4 km de largo y 1.5 km en su parte más ancha que termina en un pueblo con un pequeño puerto.

## Demografía
| 446 | 457 | 430 | 390 | 390 | 335 | 216 |
| Para los censos de 1962 a 1999 la población legal corresponde a la población sin duplicidades (Fuente: INSEE [Consultar]) |     |     |     |     |     |     |